# Davisita
La davisita és un mineral de la classe dels silicats que pertany al subgrup dels clinopiroxens. Anomenada en honor d'Andrew M. Davis, professor de cosmoquímica de la Universitat de Chicago, per les seves contribucions a comprendre els meteorits.

## Classificació
Tant en la classificació de Nickel-Strunz com en la de Dana apareix com a inosilicat, formant part dels grups 9.DA.15 i 65.1.3.7 respectivament.

## Característiques
La davisita és un silicat de fórmula química CaScAlSiO₆. Cristal·litza en el sistema monoclínic.

## Formació i jaciments
Ha estat observat i descrit en inclusions sòlides. Ha estat descrit en meteorits del nord de Mèxic i l'Àsia central.